# Antonio Vivaldi
Antonio Lucio Vivaldi, italijanski skladatelj, violinist, dirigent in mojster italijanske glasbe za godala, * 4. marec 1678, Benetke, Italija, † 28. julij 1741, Dunaj, Avstrija. 

## Življenjepis
Vivaldijeva ljubezen do glasbe se je razvijala že v otroštvu. Njegov oče je bil znan kot odličen violinist in si je služil kruh v orkestru cerkve Sv. Marka. Nadarjenega, a bolehnega dečka (mučila ga je astma) so poslali v bogoslovje, saj je cerkvena kariera v tistih časih pomenila skoraj edino možnost za izobrazbo in družbeni vzpon nadarjenih, a revnih mladih ljudi. Vivaldi je  hkrati z bogoslovjem temeljito študiral violino in druge glasbene spretnosti. Leta 1693 je dobil tonzuro. Mašniško posvečenje je dvakrat preložil zaradi potovanja v Torino, kjer se je izpopolnjeval pri violinistu Lorenzu Francescu Somisu. Vivaldi je postal eden od najodličnejših violinistov svoje dobe, poslušalci so hvalili njegovo ognjevitost in spretnost pri izvajanju hitrih pasaž ter zmožnost igranja prav do najvišjega registra, česar generacija njegovih predhodnikov, med katerimi velja omeniti znamenitega violinista in skladatelja Arcangela Corellija, še ni zmogla. 
23. marca 1703 je bil posvečen v mašnika. Il Prete rosso, »rdeči duhovnik«, kot so ga imenovali zaradi rdečih las, je kmalu po posvečenju leta 1703 zaprosil za dispenzo od duhovniške službe, saj naj bi mu naduha preprečevala pravilno izvajanje mašnega obreda. Postal je profesor violine na konservatoriju Pietà (Ospedale della Pietà) - zavetišču za dekleta sirote.
Vivaldi je pogosto potoval. Bil je v Ferrari, v Veroni je bila otvoritev filharmonije leta 1732 z Zvesto nimfo, Leta 1738 je sodeloval pri praznovanju 100-letnice mestnega gledališča v Amsterdamu.
Po koncertu na konservatoriju Pieta leta 1739, je odpotoval na Dunaj, kjer je leta 1741 umrl osamljen in v revščini, tudi pokopali so ga kot reveža. Nanj so pozabili naslednjih dvesto let.

## Konservatorij Pietà
Ta častitljiva ustanova si zasluži kratek opis. V 18. stoletju so reveži množično oddajali v najdenišnice otroke, ki jih niso mogli preživljati, ali pa so imeli kako telesno hibo, posebno če je šlo za deklice. Tudi nezakonski otroci bogatašev so pogosto pristali v takšnih ustanovah. V Benetkah so bile v Vivaldijevem času štiri velike najdenišnice, ki so skrbele za 6000 malih sirot. 900 gojenk v Ospedale della Pietà je moralo delati, izjema so bile tiste deklice, ki so pokazale talent za glasbo in so jih uvrstili med “figlie di coro”. Teh je bilo le za dober razred: kakih 25 jih je pelo, 20 pa igralo na različne instrumente. Pripadati tej skupini je bila velika čast, dekleta so bila skrajno motivirana in so dosegla visoko stopnjo virtuoznosti na svojih instrumentih. 
Izbrana skupina deklet je pod Vivaldijevim vodstvom postala  mestna atrakcija, na njihove nastope so hodili od blizu in daleč. Orkester in zbor sta  poleg sodelovanja pri cerkvenih obredih prirejala tudi dobrodelne koncerte in ti so predstavljali znaten vir dohodka zavoda Pieta. Dekleta, ki jim je kot najdenkam pripadalo le krstno ime, so poimenovali po njihovih instrumentih: Anna Maria del violino (Anna Maria je nadomeščala Vivaldija ob njegovih dolgih odsotnostih kot maestra del coro (voditeljica zbora) in je leta 1739 tudi prevzela njegovo mesto. Bila je ena najboljših violinistk svojega časa.), Susanna dell'oboe, Tonina dell'organo in še nekatere druge glasbenice so bile v Benetkah znane in so jih vsi občudovali. 

## Delo
Leta 1705 je objavil zbirko triosonat Opera prima, kmalu za tem pa še Opera seconda in Opera terza z naslovom Harmonični navdih (L'Estro armonico) in vsebuje 12 koncertov. Kasneje je izdal tudi Opero quatro (La stravaganza) z 12 koncerti. Napisal je tudi nekaj oratorijev: Mojzes faraonov bog (Moyses Deus Pharaonis), ki se ni ohranil, Sveti vojaški oratorij (Sacrum militare oaratorium) ali Zmagoslavna Judita. Med letoma 1716 in 1717 so v Amsterdamu izšle Opera quinta, sesta in settima, sonate in koncerti, leta 1725 še Opera ottava - 12 koncertov z naslovom Preizkušnja harmonije (Il cimento dell'armonia e dell'invenzione). Slednja vsebuje tudi Štiri letne čase.
Med letoma 1703 in 1739 je za Ospedale della Pieta' napisal več sto koncertov za violino, violončelo, oboo, flavto, fagot in mandolino, poleg tega pa še vrsto vokalno-instrumentalnih del.  Nekateri od teh koncertov so bili sicer očitno rutinsko napisani za didaktične potrebe in jih še danes igrajo mladi violinisti v nižji glasbeni šoli. Vivaldi je bil znan po tem, da je ustvarjal z lahkoto, o njem so zapisali, da napiše koncert hitreje, kot ga prepisovalec lahko prekopira. Med njimi pa je tudi vrsta mojstrskih del. Skladatelj je sicer po letu 1710 uspel v svetu baročne opere. Vodil je operno gledališče Sant’Angelo v Benetkah  in pripravljal uprizoritve svojih oper v Mantovi, Ferrari in Rimu, vendar je kljub odsotnosti redno oskrboval Ospedale della Pietà s svojimi skladbami.
Instrumentalni opus Antonia Vivaldija obsega 450 koncertov (prevladujejo violinski - 253), 90 sonat, 23 simfonij poleg tega pa še vokalno-instrumentalne skladbe kot so oratoriji, psalmi, serenade, moteti in kantate.

### Vivaldijevi violinski koncerti
Vivaldi je skomponiral 187 violinskih koncertov, njegova varianta baročnega concerta grossa prinaša novo svežino v to glasbeno obliko. Vivaldi je opustil počasni prvi stavek, v uvodnem Allegru pa si tutti in solistična mesta sledijo po shemi T – S – T – S – T – S – T – S - T.  Ker je solist sam, njegov part ne more biti kontrapunktično podprt, sprosti pa se melodija, ki zasije skozi harmonske modulacije in v živahnem ritmu. Nekateri Vivaldijevi koncerti nosijo karakteristična imena, na primer Vihar na morju (La tempesta di mare), Veliki Mogul, Škrjanček, Počitek, Zaljubljenec in podobno.  

### L'estro armonico
Ciklus 12 koncertov z naslovom L'estro armonico je Vivaldi izdal leta 1711 pri založniku Etiennu Rogerju v Amsterdamu. Z njimi je mahoma zaslovel po vsej Evropi in v naslednjih dveh desetletjih je bil njegov uspeh zagotovljen. Njegova lahkotna glasbena govorica je tudi zelo pripomogla k uveljavitvi tristavčnega baročnega solističnega koncerta. Ciklus je že pred natisom krožil po Evropi v mnogih prepisih. Johann Sebastian Bach se je uril v osvajanju italijanske elegance tako, da je več njegovih koncertov predelal za čembalo; Koncert za štiri violine op. 3, št. 10 obstaja v Bachovi transkripciji za štiri čembale in orkester pod številko BWV 1065. Koncert so po vsej verjetnosti prvič izvedle Vivaldijeve gojenke v znameniti beneški sirotišnici Ospedale della Pieta: v tej ustanovi je namreč »il prete rosso« skrbel za glasbeno vzgojo in vodil enega najboljših orkestrov svojega časa. Part prve od štirih solističnih violin, ki je najtehtnejši, je najbrž izvajal sam.

### Štirje letni časi
Štirje Vivaldijevi koncerti, posvečeni letnim časom, so izšli leta 1725 v zbirki Il cimento dell’armonia e invenzione v Amsterdamu. (Vsak koncert ima 3 stavke; skupaj 4*3 = 12, predstavlja tudi število mesecev v enem letu). Vivaldi je Štiri letne čase upodobil po literarni predlogi. Ni znano, kdo je avtor štirih ljubkih, a pesniško povprečnih  sonetov, nekateri celo domnevajo, da jih je zagrešil skladatelj sam. Vsekakor se je zvesto držal literarne predloge: vsaka vrstica je vpisana v partituro nad glasbeno mislijo, ki naj bi jo opisovala. Štirje letni časi so najuspešnejša in največkrat poslušana programska glasba v celotni glasbeni zgodovini. Prvi koncert, Pomlad, se začne s prazničnim Tutti. Sledi imitacija ptičjega žvrgolenja, ki jo izvajajo tri solistične violine. Po kratkem prehodu Tutti oponašajo žuborenje potokov, nato pa privrši spomladanska nevihta: akcentirane šestnajstinke v celem orkestru in  virtuozno zaporedje pasaž v solistični violini ponazarjajo grmenje in bliskanje. Ko se nevihta umiri, se spet zasliši ptičje petje, ki ga posnemajo tri violine. Nato solist v elegantnih pasažah pripravi ponovni nastop prve teme: vsa narava slavi prihod pomladi.
Počasni stavek predstavlja pastirja, ki ga je šuštenje cvetočih vej uspavalo v brezskrben sen.
V zadnjem stavku se nimfe in pastirji pod bleščečim jasnim nebom zavrtijo v vesel ples ob zvokih pastirskih piščali. Čeprav celotna skladba sloni na poigravanju z naravnimi zvočnimi pojavi, je imitacija  prefinjeno vtkana v glasbeno obliko. Vivaldija je bolj kot oponašanje zvokov narave zanimala sama glasbena govorica. Z veliko ustvarjalno domišljijo je nadgradil baročni glasbeni izraz in mu dal novo gibkost in barvno svežino. Nastop velikega Benečana pomeni prvo zmagoslavje koncepta glasbe kot izraza človekovih intimnih doživetij in njegovega sožitja z naravo. 
Poleg violinskih koncertov je Vivaldi komponiral še glasbene oblike, kot so simfonije, sonate, opere, pisal pa je tudi cerkveno glasbo.